# Ceremonia de clausura de los Juegos Olímpicos de Londres 2012
La ceremonia de clausura de los Juegos Olímpicos de Londres 2012, también conocida como A Symphony of British Music (Una sinfonía de música británica), fue celebrada el 12 de agosto de 2012 en el Estadio Olímpico de Londres. La transmisión internacional comenzó a las 21:00 hora local (UTC+1) y finalizó a las 00:11, con una duración total de 3 horas y 11 minutos. Hubo una audiencia global estimada de 750 millones de personas. La ceremonia incluyó el traspaso de los Juegos Olímpicos de verano a Río de Janeiro, ciudad que será la sede de los Juegos Olímpicos de 2016. El evento fue transmitido en full HD 1080p y 960x1080i 3D por varios canales de televisión y vía Internet.
El pebetero olímpico fue apagado un minuto pasada la medianoche, dando por finalizados los Juegos.

## Música

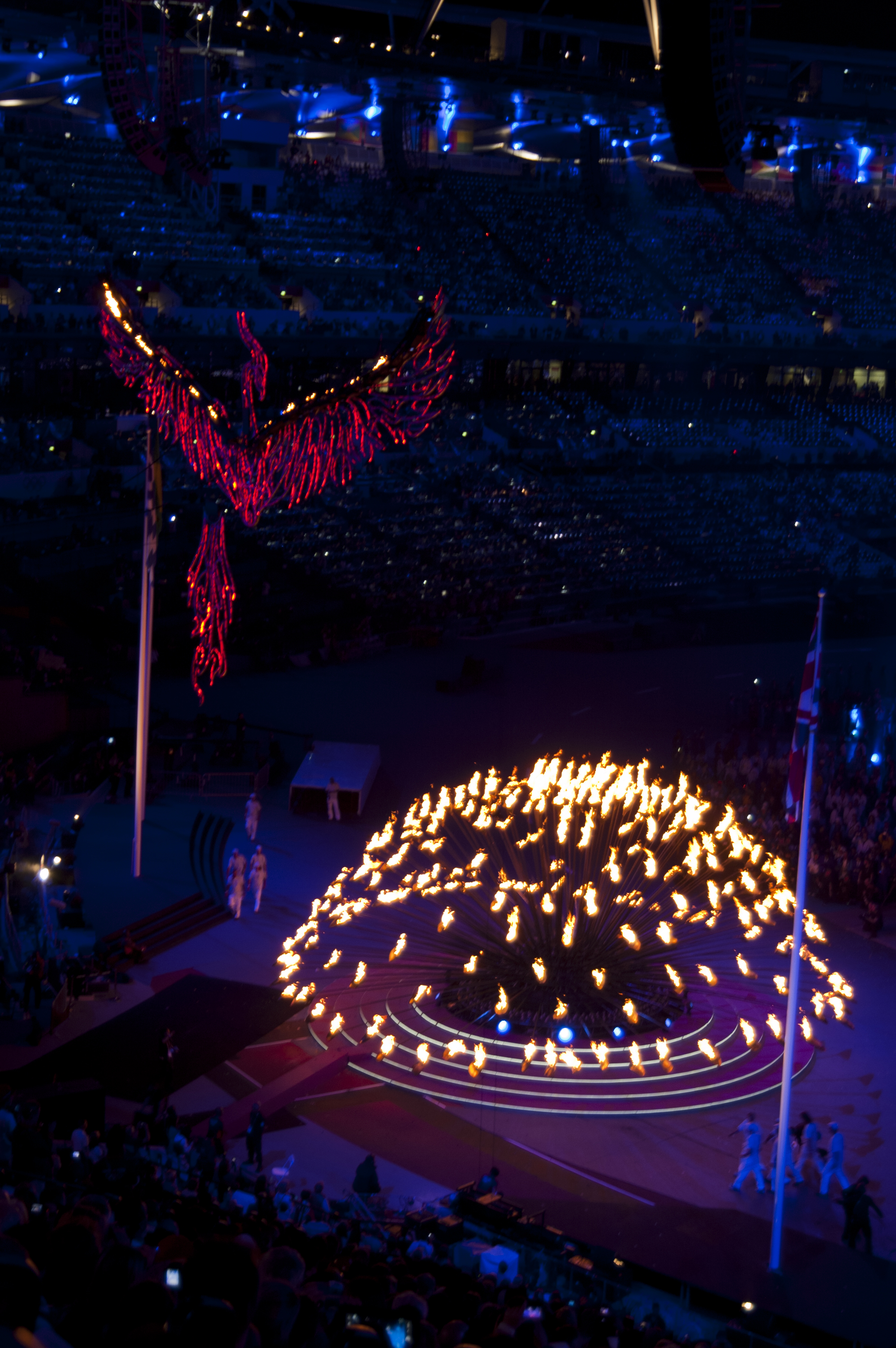
Apertura del pebetero olímpico.

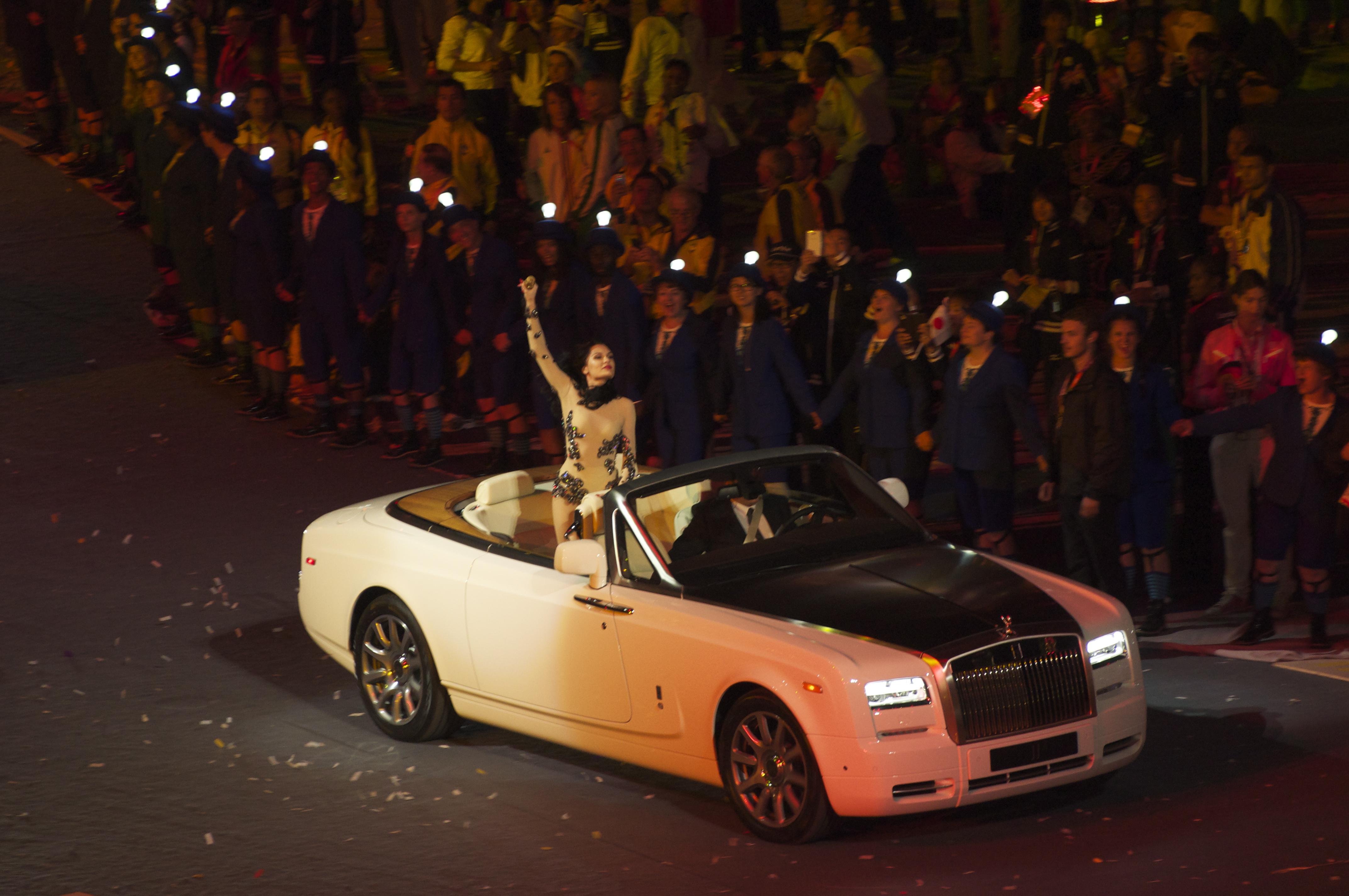
Jessie J cantando "Price Tag".

Varios artistas actuaron en vivo, mientras otros aparecieron por grabaciones, tanto porque estaban fallecidos como porque no quisieron participar del evento.
- London Symphony Orchestra - "God Save the Queen"
- Emeli Sandé – "Read All About It (Part III)"
- Urban Voices Collective – "Because"
- Julian Lloyd Webber presentando a London Symphony Orchestra – "Salut d'Amour"
- Madness presentando a Hackney Colliery Band – "Our House"
- Massed Bands of the Guards Division  – "Parklife" (cover de Blur)
- Pet Shop Boys – "West End Girls"
- One Direction – "What Makes You Beautiful"
- The Beatles – "A Day in the Life"
- Ray Davies – "Waterloo Sunset"
- Emeli Sandé – "Read All About It (Part III)" [Reprise]
- London Symphony Orchestra – "Parade of Nations/Athletes" (cover de David Arnold)
- Elbow presentando a Urban Voices Collective & London Symphony Orchestra – "Open Arms", "One Day Like This"
- Madness presentando a Hackney Colliery Band – "Our House" [Reprise]
- Household Division Ceremonial State Band  – "Parklife" (cover de Blur) [Reprise]
- Pet Shop Boys – "West End Girls" [Reprise]
- One Direction – "What Makes You Beautiful" [Reprise]
- Kate Bush – "Running Up that Hill" [A Deal with God Remix]
- Urban Voices Collective – "Here Comes the Sun" (cover de The Beatles)
- David Arnold – "Medal Ceremony"
- Queen – "Bohemian Rhapsody"
- Liverpool Philharmonic Youth Choir presentando a John Lennon – "Imagine" (cover de John Lennon)
- George Michael – "Freedom! '90",  "White Light"
- Kaiser Chiefs – "Pinball Wizard" (cover de The Who)
- David Bowie – "Space Oddity", "Changes", "Ziggy Stardust",  "The Jean Genie", "Rebel Rebel", "Diamond Dogs",  "Young Americans", "Let's Dance", "Fashion"
- Annie Lennox – "Little Bird"
- Ed Sheeran presentando a Nick Mason, Mike Rutherford y Richard Jones – "Wish You Were Here" (cover de Pink Floyd)
- London Symphony Orchestra – "Oh Uganda, Land of Beauty"
- Russell Brand presentando a London Symphony Orchestra – "Pure Imagination"
- Russell Brand presentando a bond – "I Am the Walrus" (cover de The Beatles)
- Fatboy Slim – "Right Here, Right Now", "The Rockafeller Skank"
- Jessie J – "Price Tag"
- Tinie Tempah presentando a Jessie J – "Written in the Stars"
- Taio Cruz – "Dynamite"
- Jessie J, Tinie Tempah y Taio Cruz - "You Should Be Dancing" (cover de The Bee Gees)
- Spice Girls – "Wannabe", "Spice Up Your Life"
- Beady Eye – "Wonderwall" (cover de Oasis)
- Electric Light Orchestra – "Mr. Blue Sky"
- Eric Idle presentando a Susan Bullock (como Britannia), Hackney Colliery Band, London Welsh Rugby Club, Reading Scottish Pipe Band y Blackheath Morris Men – "Always Look on the Bright Side of Life"
- Muse – "Survival"
- Freddie Mercury – "Vocal Improvisation" (Live at Wembley '86)
- Brian May y Roger Taylor – "Brighton Rock"
- Queen  – "We Will Rock You"
- London Symphony Orchestra – "Imnos eis tin Eleftherían"
- London Symphony Orchestra – "Hino Nacional Brasileiro" (cover de Coral BDMG)
- London Symphony Orchestra – "Olympiakós Ýmnos"
- Marisa Monte – "Bachianas Brasileiras No. 5"
- BNegão – "Maracatu Atómico" (cover de Jorge Mautner)
- Seu Jorge – "Nem vem que não tem" (cover de Wilson Simonal)
- Marisa Monte presentando a BNegão y Seu Jorge – "Aquele Abraço" (cover de Gilberto Gil)
- London Symphony Orchestra – "Extinguishing the Flame"
- Take That – "Rule the World"
- John Barry – "The John Dunbar Theme" de Dances with Wolves
- David Arnold – "Spirit of the Flame"
- The Who – medley de "Baba O'Riley", "See Me, Feel Me" y "My Generation"
- Kate Bush –  "Running Up That Hill (A Deal With God)" (versión de 2012)

## Himnos
- Himno del Reino Unido
- Himno de Grecia
- Himno Olímpico
- Himno Nacional de Brasil